# Хајнрих Брисов
Хајнрих Брисов (енгл. Heinrich Brüssow; 21. јул 1986) професионални је јужноафрички рагбиста и репрезентативац, који тренутно игра за НТТ Докомо у јапанској топ лиги. У супер рагбију игра за Централ Читас.

## Биографија
Рођен је у Блумфонтејну где се школовао и почео да игра рагби. Захваљући добрим партијама у дресу ФС Читаса у Кари купу, добио је позив у новембру 2008. да игра за репрезентацију ЈАР. 25. јула 2009. у мечу купа три нација, у коме је ЈАР победила Нови Зеланд, Брисов је проглашен за играча утакмице. Исте године (2009) проглашен је за најперспективнијег младог јужноафричког рагбисту. У марту 2010. повредио је лигаменте, па је паузирао до августа 2011. 20. августа 2011. поново је проглашен за играча утакмице у победи над Новим Зеландом (18–5) у купу три нација. Био је део репрезентације ЈАР на светском првенству 2011. Добар је у скраму и добро пробија у нападу. У јануару 2012. Алстер рагби је хтео да га доведе у своје редове, али остао је у Читасима. Брисов је јако цењен у свету рагбија, чак и најбољи играч свих времена Ричи Мако је изјавио за њега да је један од најбољих мелејаца, против којих је играо.